# Moussa Coulibaly (cầu thủ bóng đá, sinh 1993)
Moussa Coulibaly (sinh ngày 19 tháng 10 tháng 1993 ở Bamako, Mali) là một cầu thủ bóng đá người Mali thi đấu cho JSM Béjaïa.

## Sự nghiệp câu lạc bộ
Coulibaly bắt đầu sự nghiệp lúc 10 tuổi ở hệ thống trẻ của Stade Malien.

### JSM Béjaïa
Ngày 4 tháng 12 năm 2012, có thông báo rằng Coulibaly sẽ gia nhập JSM Béjaïa với bản hợp đồng 3 năm.
.